# Monument over Danmarks internationale indsats
Monument over Danmarks Internationale Indsats efter 1948 er et monument i Kastellet placeret på Prinsessens Bastion. Det udtrykker regeringens anerkendelse af den indsats som de adskillige tusinde danske udsendte har gjort for Danmark i internationale missioner siden 1948.
Grundstenen blev nedlagt 7. april 2011. Monumentet er udført af kunstneren Finn Reinbothe og det blev indviet den 5. september 2011 på den tredje flagdag for Danmarks udsendte af dronning Margrethe 2. Det åbne monument er bygget i beton og beklædt med bornholmsk granit. Monumentet skal give indtryk af tre rum med hver deres tanke:
- Det første rum er det officielle rum hvor der foretages parader og officielle handlinger ved den skrå mur med inskriptionen "EN TID ET STED ET MENNESKE"
- Det andet rum er for de nuværende udsendte hvor missionsområderne og perioderne er skrevet på væggene. Der brænder en vågeild i dette rum.
- Det tredje rum er omkranset af syv kanter og en åbning og er tiltænkt de efterladte hvor de faldne hver især er skrevet på væggene. I midten af dette rum er en ottekantet brønd hvori himlen spejles.